# Furacão de Cuba de 1924
O Furacão de Cuba de 1924 foi o primeiro furacão no Atlântico de categoria 5 na escala de Saffir–Simpson (SSHS), e um dos dois furacões a fazer desembarque em Cuba na intensidade de categoria 5, sendo o outro o furacão Irma em 2017 – ambos também estão empatados para o desembarque cubano mais forte em termos de ventos máximos sustentados. O furacão formou-se em 14 de outubro no Caribe Ocidental, lentamente se organizando enquanto seguia para noroeste. Em 16 de outubro, a tempestade atingiu o status de furacão a leste da Península de Iucatã, e posteriormente executou um pequeno ciclo anti-horário. Em 18 de outubro, o furacão começou a sofrer um rápido aprofundamento e, no dia seguinte, atingiu um pico de intensidade estimado de 270 km/h. Pouco tempo depois, atingiu o extremo oeste de Cuba em pico de intensidade, tornando-se o furacão mais forte em registo para atingir o país. Mais tarde, o furacão enfraqueceu-se muito, atingindo o sudoeste da Flórida com ventos de 150 km/h em uma região escassamente povoada. Ao atravessar o estado, enfraqueceu-se para uma tempestade tropical, e depois de acelerar para leste-nordeste, foi absorvido por uma frente fria em 23 de outubro, a sul das Bermudas.
Através do mar do Caribe Ocidental, a tempestade em desenvolvimento produziu chuvas fortes e ventos crescentes. Ventos fortes no oeste de Cuba causaram danos severos, com duas pequenas cidades quase destruídas. Cerca de 90 pessoas foram mortas no país, todas na província de Pinar del Río. Mais tarde, o furacão trouxe chuvas fortes para o sul da Flórida, o que causou inundações e danos nas culturas. Os danos foram leves no estado, e não houve baixas.

## História meteorológica
Em 14 de outubro, uma depressão tropical foi observada pela primeira vez sobre o mar do Caribe Ocidental, ao largo da costa leste das Honduras. Foi um ciclone tropical grande e fraco, movendo-se lentamente para noroeste e gradualmente intensificando. Em 15 de outubro, estima-se que a depressão atingiu o status de tempestade tropical, e seu fortalecimento se tornou mais estável. No dia seguinte, A tempestade atingiu o status de furacão a cerca de 215 km a sudeste de Cozumel, Quintana Roo. Por volta dessa época, começou a executar um pequeno loop no sentido anti-horário ao largo da costa leste da Península de Iucatã. Em 18 de outubro, o furacão completou o loop, durante o qual seus ventos aumentaram para 185 km/h; este é o equivalente a um furacão de categoria 3 na escala de furacões de Saffir–Simpson. A estimativa de sua força neste ponto foi baseada na análise subsequente de registos Periféricos de pressão atmosférica e ventos máximos sustentados por navios e estações terrestres.
Começando no final de 18 de outubro, como o sistema seguiu para Norte-Nordeste em direção a Cuba, o furacão passou por um rápido aprofundamento, evidenciado por um relatório de vento do navio de 193 km/h. Este relatório do vento foi inicialmente pensado para ser a intensidade máxima do ciclone; no entanto, pesquisas posteriores confirmaram aprofundamento, com base em pressões muito baixas registadas em toda a região. Um navio no raio dos ventos máximos relatou uma leitura de 922 mbar.; o barômetro no navio foi encontrado para ser 5 mbar muito alto, resultando em uma pressão de 917 mbar. Além disso, uma estação em terra comunicou uma pressão de 932 mbar (27.52 inHg). com base nas leituras, a divisão de pesquisa de furacões estimou que o furacão atingiu uma pressão central mínima de 910 mbar muito perto da costa oeste de Cuba, o que sugere ventos máximos sustentados de 270 km/h. No final de 19 de outubro, o furacão fez "landfall" no extremo oeste de Cuba na província de Pinar del Río. José Carlos Millás, diretor do Observatório Nacional de Havana, acreditava que "este furacão [era] um dos mais graves já experimentados em nossas latitudes."
Depois de sair de Cuba para o Golfo do México, o furacão enfraqueceu-se muito. Em 20 de outubro, ele passou uma curta distância a oeste de Key West, Flórida, e no início de 21 de outubro, O furacão se moveu sobre a ilha Marco, com ventos de 150 km/h. O ciclone enfraqueceu-se ainda mais ao virar para leste através do estado, deteriorando-se para o status de tempestade tropical à medida que passava perto ou sobre Miami. Em seguida, acelerou para leste-nordeste, movendo-se sobre as Ilhas Abaco nas Bahamas. Gradualmente enfraquecendo, a tempestade começou a interagir com uma frente fria que se aproximava.; no final de 23 de outubro, ele se tornou um ciclone extratropical, e foi absorvido pela frente pouco tempo depois.

## Impacto e registos
| Furacões que fizeram landfall mais intensos no Atlântico Intensidade é medida apenas pela pressão central | Furacões que fizeram landfall mais intensos no Atlântico Intensidade é medida apenas pela pressão central | Furacões que fizeram landfall mais intensos no Atlântico Intensidade é medida apenas pela pressão central | Furacões que fizeram landfall mais intensos no Atlântico Intensidade é medida apenas pela pressão central |
| Posição                                                                                                   | Furacão                                                                                                   | Temporada                                                                                                 | Pressão de landfall                                                                                       |
| --- | --- | --- | --- |
| 1 | "Dia do Trabalho"                                                                                         | 1935 | 892 mbar (hPa)                                                                                            |
| 2 | Camille                                                                                                   | 1969 | 900 mbar (hPa)                                                                                            |
| 2 | Gilbert                                                                                                   | 1988 | 900 mbar (hPa)                                                                                            |
| 4 | Dean | 2007 | 905 mbar (hPa)                                                                                            |
| 5 | "Cuba" | 1924 | 910 mbar (hPa)                                                                                            |
| 5 | Dorian | 2019 | 910 mbar (hPa)                                                                                            |
| 7 | Janet | 1955 | 914 mbar (hPa)                                                                                            |
| 7 | Irma | 2017 | 914 mbar (hPa)                                                                                            |
| 9 | "Cuba" | 1932 | 918 mbar (hPa)                                                                                            |
| 10 | Michael                                                                                                   | 2018 | 919 mbar (hPa)                                                                                            |
| Fontes: HURDAT, AOML/HRD, NHC                                                                             | | | |

Como um ciclone tropical em desenvolvimento, a tempestade produziu ventos mais fortes e pressões mais baixas nas Ilhas Swan, ao largo da costa de Honduras. chuvas fortes ocorreram em toda a Jamaica, causando inundações nas ruas e vários deslizamentos de terra, mas poucos danos. A tempestade atingiu o leste de Belize enquanto estava localizada ao largo da Costa, produzindo 91,9 mm de chuva e ventos leves.
No extremo oeste de Cuba, os danos foram muito graves devido aos fortes ventos, comparados ao impacto de um tornado. Foram notificados danos graves em Los Arroyos e Arroyos de Mântua. Neste último local, cerca de uma dúzia de pessoas foram mortas, 50 ficaram feridas e quase todos os edifícios da cidade foram severamente danificados ; também ocorreram grandes perdas na cultura do tabaco. através do Oeste da província de Pinar del Río, o furacão destruiu todas as ligações de comunicação. mais longe do centro, a capital de Havana registou ventos do Sul de 116 km/h, bem como uma pressão mínima de 999 mbar (29.50 inHg). em todo o país, o furacão virou vários navios, principalmente navios de pesca. O número de mortos no país foi estimado em cerca de 90. nos dias após a tempestade, o presidente cubano Zayas autorizou cerca de US$ 30.000 em ajuda humanitária para enviar vítimas de furacões em Pinar del Río.
Vários dias antes de atingir a Flórida, a circulação externa começou a produzir chuvas em todo o estado. Avisos de tempestade foram emitidos ao longo da costa leste e oeste linhas para norte até Cedar Key e Titusville. Mais tarde, foram emitidos avisos de furacões para grande parte da mesma área e as escolas na área de Tampa foram fechadas quando se esperava que a tempestade se deslocasse para terra. O furacão afetou a Flórida pela primeira vez quando passou a oeste de Key West, onde ventos sustentados de 107 km/h, juntamente com rajadas de 120 km/h, foram registados. Poucos danos ocorreram na região, limitados a árvores abatidas; isso foi devido ao aviso prévio do U. S. Weather Bureau, que aconselhou os navios a permanecer no porto e para os residentes para garantir a propriedade. Mais tarde, o furacão se moveu para terra em uma região escassamente povoada do sudoeste da Flórida. Foram relatados danos em Fort Myers e Punta Gorda e as comunicações foram temporariamente cortadas, embora não tenham sido relatadas mortes. Chuvas fortes foram relatadas ao longo de seu caminho, e um local acumulou 590 mm em um período de 24 horas, o que estabeleceu um novo recorde de chuvas de um dia no estado. Uma estação em Miami registou 309 mm, e rajadas de vento na área se aproximaram da força de furacões. A combinação de ventos e chuvas danificou 5% do cultivo local de citrinos e abacate. as chuvas inundaram ruas, casas e edifícios comerciais na área de Miami, e centenas de pessoas ficaram sem acesso telefônico. Não foi comunicado qualquer impacto nas Bahamas.
Após uma reanálise de furacões entre 1921 e 1925, o projeto de reanálise do Atlântico dos Centros Nacionais de furacões determinou que este furacão atingiu ventos máximos sustentados de 270 km/h, tornando–se um furacão de categoria 5 na escala de furacões de Saffir-Simpson. O furacão é o mais antigo conhecido por ter atingido a intensidade, superando o furacão Okeechobee de 1928, que foi anteriormente pensado para ser a primeira tempestade desta intensidade. O furacão Irma de 2017 também atingiu a costa com ventos máximos sustentados de 270 km/h. Pensa-se que um furacão que atingiu o país em 1846 atingiu a categoria 5, embora a tempestade tenha existido antes do início da Base de dados de furacões no Atlântico.
Quando o navio a vapor "Toledo" registou uma pressão atmosférica de 922 mbar (27.22 inHg) durante o furacão Cuba de 1924, foi a menor pressão registada em um furacão Atlântico, quebrando o recorde anterior de 924 mbar (27.28 inHg) no furacão Atlântico de 1853. O recorde durante esta tempestade durou até o furacão de Cuba de 1932, quando uma pressão mínima de 915 mbar (27.02 inHg) foi relatada. A leitura de 932 mbar (27.52 inHg) em Los Arroyos em Mântua, Pinar del Río continua a ser a menor pressão registada em terra em Cuba.